# Consoante aproximante
Consoantes aproximantes são fonemas cuja emissão de ar é obstruída pela aproximação dos órgãos da fala, mas não suficientemente para criar a turbulência própria da articulação de uma fricativa. Esta classe de fonemas inclui as aproximantes laterais como o [l] de lábios, e aproximantes centrais como a [j] de lei e a [w] em quase.

## Vogais correspondentes
Alguns fonemas aproximantes se assemelham a vogais, tanto que as diferenças entre os sistemas vocálicos das línguas tendem a ser análogos às distinções entre inventários de aproximantes. O termo semivogal é frequentemente usado para este segmento. As semivogais são um segmento similar a vogais, porém não silábicas. Enquanto alguns linguistas restrinjam o termo apenas a vogais de verdade que não são silábicas, as formam deslizes, outros também incluem um subconjunto de aproximantes que se assemelham a vogais.[carece de fontes?]
Na articulação, os aproximantes palatais correspondem às vogais anteriores, os aproximantes velares correspondem às vogais posteriores, os aproximantes labializados às vogais arredondadas, e os aproximantes alveolar e retroflexo, no caso de alguns sotaques da língua inglesa em que se pronuncia o R em finais silábicos, como na maioria dos sotaques dos dialetos americanos por exemplo, correspondem às vogais coloridas, como o [ɚ] e o [ɝ].
| Aproximante | Vogal correspondente | Ponto de articulação |
| ----------- | -------------------- | -------------------- |
| j           | i                    | Palatal              |
| ɥ           | y                    | Labiopalatal         |
| ɰ           | ɯ                    | Velar                |
| w           | u                    | Labiovelar           |
| ʕ̞           | ɑ                    | Faringal             |

## Aproximantesversusfricativos
Quando enfatizadas, os aproximantes poder ser levemente friccionadas (isto é, o mecanismo de ar pode se tornar levemente turbulento), que os fazem se assemelharem com as consoantes fricativas. Exemplos são o y do inglês yes! (especialmente quando são alongados) e a "fraca" alofonia da língua espanhola b, d, g, que são frequentemente transcritos nos alfabetos fonéticos como se fossem fricativos (muitas vezes devido talvez a falta de caracteres dedicados a estes aproximantes). Todavia, esta fricção geralmente é fraca e intermitente, diferente da forte turbulência das consoantes fricativas, além de necessitar de menor precisão.
Esta confusão também é comum para com os aproximantes surdos, que necessariamente tem uma certa quantidade de ruídos semelhantes ao dos fricativos. Por exemplo, a consoante aproximante labiovelar surda [ʍ] tradicionalmente é considerada como uma fricativa, e em nenhum idioma é sabido haver um contraste entre este fonema e a consoante fricativa velar surda labializada [xʷ]. A língua tibetana possui o aproximante lateral surdo [l̥], enquanto a língua galesa possui o fricativo lateral surdo [ɬ], mas a distinção nem sempre é clara nas descrições destas línguas, e novamente, em nenhum idioma é sabido haver um contraste entre estes dois fonemas.
Entre os pontos de articulação mais posteriores da boca, os idiomas não contrastam os fricativos sonoros e os aproximantes, por isso que o alfabeto fonético internacional permite que os símbolos para os fricativos sonoros também possam ser utilizados para representar os aproximantes centrais, com ou sem o uso do diacrítico.
Ocasionalmente os fricativos glotais são chamados de aproximantes, porque o [h] tipicamente não possui mais fricção do que os aproximantes surdos, mas eles frequentemente possuem fonações do glote sem nenhum acompanhamento do modo ou do ponto de articulação.

## Aproximantes centrais
- Aproximante bilabial [β̞] (um [ʉ] consonantal; geralmente escrito <β>)
- Aproximante labiodental [ʋ]
- Aproximante dental [ð̞] (geralmente escrito <ð>)
- Aproximante alveolar [ɹ]
- Aproximante retroflexa [ɻ] (um [ɚ] consonantal)
- Aproximante palatal [j] (um [i] consonantal)
- Aproximante velar [ɰ] (um [ɯ] consonantal)
- Aproximante uvular [ʁ̞] (geralmente escrito <ʁ>)
- Aproximante faringal [ʕ̞] (um [ɑ] consonantal; geralmente escrito <ʕ>)
- Aproximante epiglotal [ʢ̞] (geralmente escrito <ʢ>)

## Aproximantes laterais
Nos aproximantes laterais, o centro da língua realiza um sólido contato com o céu da boca. Contudo, é definido pela lateral da língua, que apenas se aproxima dos dentes.
- Aproximante lateral alveolar sonora [l]
- Aproximante lateral alveolar surda [l̥]
- Aproximante lateral retroflexa [ɭ]
- Aproximante lateral palatal [ʎ]
- Aproximante lateral velar [ʟ]

## Aproximantes coarticuladas que possuem seus próprios símbolos AFI
- Aproximante labiovelar sonora [w] (um [u] consonantal)
- Aproximante labiovelar surda [ʍ]
- Aproximante labiopalatal [ɥ] (um [y] consonantal)
- Aproximante lateral alveolar velarizada [ɫ]